# Taiwo Odubiyi
Taiwo Odubiyi (nascida em 29 de maio de 1965) é uma autora nigeriana, palestrante internacional, conselheira de casamento e relacionamento. Ela é a pastora associada sênior, ao lado de seu marido, o reverendo Sola Odubiyi, da The Still Waters Church International com sede em Ikorodu, Lagos, Nigéria. Taiwo escreveu mais de 20 romances inspiradores premiados;  livros infantis; e livros de autoajuda sobre estupro e relacionamentos, com novos romances/livros sendo publicados todos os anos. Ela é a presidente da TenderHearts Family Support Initiative  e a fundadora do Pastor Taiwo Odubiyi Ministries. Ela também é uma televangelista;  uma colunista no The Nigerian Canadian News, The National Mirror, e The US Immigration Newspaper; e o apresentador do programa de rádio e televisão nigeriano It's All About You.

## Vida
Taiwo Odubiyi nasceu na família de Jonathan Olufemi Soyombo e Victoria Olubamwo Soyombo. Ela e seu irmão gêmeo são os mais novos de uma família de sete filhos. Ela nasceu em Abeokuta e foi criada em Lagos. Ela freqüentou a escola secundária Reagan Memorial Baptist e se formou em uma Universidade Politécnica, com um HND em Contabilidade. Ela também tem seu mestrado em Administração de Empresas pela FUTA, Akure. Ela e seu marido, o reverendo Sola Odubiyi, foram ordenados pastores em 1996, sob a liderança de seus "Pais no Senhor", o pastor Taiwo Odukoya e o falecido pastor Bimbo Odukoya (os superintendentes gerais da Igreja da Fonte da Vida). Ela tem três filhas.

## Programas de aconselhamento e seminários
Taiwo expressa sua forte paixão por relacionamentos por meio de aconselhamento e programas e seminários regulares, como:
- Covenant Keepers Club (para adolescentes)
- SinglesLink
- Mulher para mulher
- Quando as Mulheres Oram
- Linha Casais Ao Vivo

## Igreja
Taiwo Odubiyi é Pastora Associada Sênior da The Still Waters Church International, localizada na cidade de Ikorodu, Nigéria. Ela frequenta o ramo da sede com o marido, o reverendo Sola Odubiyi, que é o pastor sênior e superintendente geral. Existem vários ramos da igreja em toda a Nigéria.

## Pastora Taiwo Odubiyi Ministries
O Pastor Taiwo Odubiyi Ministries é responsável pela publicação dos premiados romances inspiradores e livros informativos; aconselhar indivíduos sobre relacionamentos e como viver uma vida melhor; espalhando a Palavra e o amor de Deus em todos os lugares através do programa de TV e rádio It's All About You! ; e realizando programas regulares (programas) e seminários para adolescentes, solteiros, mulheres e casais. O blog Taiwo Odubiyi Ministries contém notas inspiradoras e versículos da Bíblia para ajudar a encorajar indivíduos de todas as esferas da vida.

## Iniciativa de apoio à famíliaTenderHearts
TenderHearts Family Support Initiative é uma organização não governamental que lida com apoio, aconselhamento e encorajamento de vítimas de estupro; alcançando os menos privilegiados; organização (organização) de programas (programas) de Natal para crianças com deficiência; e prestar apoio emocional e financeiro aos órfãos.

## Livros

### Romances inspiradores
Esses romances premiados encorajam, aconselham e orientam os relacionamentos (os solteiros e os casados). Bastante populares na Nigéria, são lidos em todo o país e internacionalmente.
- Apaixonado por nós[7]
- Febre do amor[8]
- Amor no púlpito[9]
- Sombras do Passado[10]
- Desta vez[11]
- Lágrimas no meu travesseiro[12]
- Oh bebê![13]
- Para Amar Novamente[14]
- Você Me Encontrou[15]
- O que mudou você?[16]
- Meu primeiro amor[17]
- Muito de uma coisa boa[18]
- Com este anel[19]
- O tipo de amor eterno[20]
- Then came you[21]
- Aquele Para Mim[22]
- Mar de Arrependimentos[23]
- Naufragou com você[24]

### Livros infantis
Taiwo acredita que nunca é cedo demais para ensinar e educar as crianças sobre os perigos do sexo antes do casamento e sobre estar ciente dos molestadores de crianças.
- Resgatado por Victor
- Ninguém é Ninguém[26]
- Maior Amanhã[27]
- O menino que roubou[28]
- Joe e sua madrasta, Bibi[29]
- Nike e o Estranho[30]
- Billy o valentão[31]

### Outros livros sobre relacionamentos e estupro
- 30 coisas que os maridos fazem que machucam suas esposas[32]
- 30 coisas que as esposas fazem que machucam os maridos[33]
- Palavras de Deus para solteiros[34]
- Devocional para Solteiros
- Estupro e como lidar com isso [versão em inglês]. (Este livro é para encorajar, aconselhar e aconselhar aqueles que foram estuprados e seus entes queridos; para impedir que isso aconteça com outras pessoas; e para informar o público sobre a seriedade do problema. )
- Ifi'pa bani lopo (versão iorubá de estupro e como lidar com isso )